# Lekkoatletyka na Letnich Igrzyskach Olimpijskich 2004 – bieg na 100 m kobiet
Bieg na 100 m kobiet – jedna z konkurencji rozgrywanych w ramach lekkoatletyki podczas letnich igrzysk olimpijskich w 2004. Eliminacje i ćwierćfinały odbyły się 20 sierpnia, a półfinały i finał zostały rozegrane 21 sierpnia.
Do eliminacji zgłoszone zostały 63 zawodniczki z 51 państw.
Zawody w tej konkurencji wygrała reprezentantka Białorusi Julija Nieściarenka. Drugą pozycję zajęła zawodniczka ze Stanów Zjednoczonych Lauryn Williams, trzecią zaś reprezentująca Jamajkę Veronica Campbell.

## Wyniki

### Eliminacje
Bieg 1
| Miejsce | Zawodniczka      | Państwo           | Wynik |
| ------- | ---------------- | ----------------- | ----- |
| 1.      | Aleen Bailey     | Jamajka           | 11,20 |
| 2.      | Véronique Mang   | Francja           | 11,24 |
| 3.      | Debbie Ferguson  | Bahamy            | 11,30 |
| 4.      | Mercy Nku        | Nigeria           | 11,37 |
| 5.      | Liliana Allen    | Meksyk            | 11,42 |
| 6.      | Geraldine Pillay | Południowa Afryka | 11,44 |
| 7.      | Sou Tit Linda    | Kambodża          | 13,47 |
| 8.      | Katura Marae     | Vanuatu           | 13,49 |

Bieg 2
| Miejsce | Zawodniczka         | Państwo    | Wynik |
| ------- | ------------------- | ---------- | ----- |
| 1.      | Julija Nieściarenka | Białoruś   | 10,94 |
| 2.      | Merlene Ottey       | Słowenia   | 11,14 |
| 3.      | Łarisa Krugłowa     | Rosja      | 11,23 |
| 4.      | Guzel Khubbieva     | Uzbekistan | 11,31 |
| 5.      | Rakia Al-Gassra     | Brunei     | 11,49 |
| 6.      | Winneth Dube        | Zimbabwe   | 11,56 |
| 7.      | Evangeleen Ikelap   | Mikronezja | 13,50 |
| 8.      | Dana Al-Nasrallah   | Kuwejt     | 13,92 |

Bieg 3
| Miejsce | Zawodniczka           | Państwo                  | Wynik |
| ------- | --------------------- | ------------------------ | ----- |
| 1.      | Lauryn Williams       | Stany Zjednoczone        | 11,16 |
| 2.      | Irina Chabarowa       | Rosja                    | 11,32 |
| 3.      | Fana Ashby            | Trynidad i Tobago        | 11,43 |
| 4.      | Amandine Allou Affoué | Wybrzeże Kości Słoniowej | 11,46 |
| 5.      | Melisa Murillo        | Kolumbia                 | 11,67 |
| 6.      | Jelena Bobrowskaja    | Kirgistan                | 11,76 |
| 7.      | Ngerak Florencio      | Palau                    | 12,76 |
| 8.      | Animata Kamissoko     | Mauretania               | 13,49 |

Bieg 4
| Miejsce | Zawodniczka             | Państwo   | Wynik |
| ------- | ----------------------- | --------- | ----- |
| 1.      | Julija Tabakowa         | Rosja     | 11,22 |
| 2.      | Sherone Simpson         | Jamajka   | 11,27 |
| 3.      | Chandra Sturrup         | Bahamy    | 11,37 |
| 4.      | Bettina Müller          | Austria   | 11,39 |
| 5.      | Johanna Manninen        | Finlandia | 11,45 |
| 6.      | Sina Schielke           | Niemcy    | 11,46 |
| 7.      | Kaitinano Mwemweata     | Kiribati  | 13,07 |
| 8.      | Philaylack Sackpraseuth | Laos      | 13,42 |

Bieg 5
| Miejsce | Zawodniczka          | Państwo                   | Wynik |
| ------- | -------------------- | ------------------------- | ----- |
| 1.      | LaTasha Colander     | Stany Zjednoczone         | 11,31 |
| 2.      | Endurance Ojokolo    | Nigeria                   | 11,36 |
| 3.      | Natasha Mayers       | Saint Vincent i Grenadyny | 11,45 |
| 4.      | Tetiana Tkalicz      | Ukraina                   | 11,58 |
| 5.      | Basma Al Eshosh      | Jordania                  | 12,09 |
| 6.      | Ałeksandra Wojnewska | Macedonia                 | 12,15 |
| 7.      | Li Xuemei            | Chińska Republika Ludowa  | 12,21 |
| 8.      | Jenny Keni           | Wyspy Salomona            | 12,76 |

Bieg 6
| Miejsce | Zawodniczka             | Państwo                              | Wynik |
| ------- | ----------------------- | ------------------------------------ | ----- |
| 1.      | Veronica Campbell       | Jamajka                              | 11,17 |
| 2.      | Gail Devers             | Stany Zjednoczone                    | 11,29 |
| 3.      | LaVerne Jones           | Wyspy Dziewicze Stanów Zjednoczonych | 11,38 |
| 4.      | Agnė Eggerth            | Litwa                                | 11,44 |
| 5.      | Heather Samuel          | Antyle Holenderskie                  | 12,05 |
| 6.      | Robina Muqimyar         | Afganistan                           | 14,14 |
| 7.      | Fartun Abukar Omar      | Somalia                              | 14,29 |
| –       | Żanna Pintusewycz-Block | Ukraina                              | 11,25 |

Bieg 7
| Miejsce | Zawodniczka         | Państwo           | Wynik |
| ------- | ------------------- | ----------------- | ----- |
| 1.      | Vida Anim           | Ghana             | 11,14 |
| 2.      | Christine Arron     | Francja           | 11,14 |
| 3.      | Kim Gevaert         | Belgia            | 11,18 |
| 4.      | Karin Mayr-Krifka   | Austria           | 11,40 |
| 5.      | Rosemar Coelho Neto | Brazylia          | 11,43 |
| 6.      | Mae Koime           | Papua-Nowa Gwinea | 12,00 |
| 7.      | Hawanatu Bangura    | Sierra Leone      | 12,11 |
| 8.      | Alaa Hikmat Jassim  | Irak              | 12,70 |

Bieg 8
| Miejsce | Zawodniczka         | Państwo         | Wynik |
| ------- | ------------------- | --------------- | ----- |
| 1.      | Iwet Łałowa         | Bułgaria        | 11,16 |
| 2.      | Abi Oyepitan        | Wielka Brytania | 11,23 |
| 3.      | Lyubov Perepelova   | Uzbekistan      | 11,30 |
| 4.      | Delphine Atangana   | Kamerun         | 11,40 |
| 5.      | Wiktorija Kowyriewa | Kazachstan      | 11,62 |
| 6.      | Marine Ghazarian    | Armenia         | 12,29 |
| 7.      | Carol Mokola        | Zambia          | 12,35 |

### Ćwierćfinały
Bieg 1
| Miejsce | Zawodniczka       | Państwo                              | Wynik |
| ------- | ----------------- | ------------------------------------ | ----- |
| 1.      | Christine Arron   | Francja                              | 11,10 |
| 2.      | Veronica Campbell | Jamajka                              | 11,18 |
| 3.      | Abi Oyepitan      | Wielka Brytania                      | 11,28 |
| 4.      | Gail Devers       | Stany Zjednoczone                    | 11,31 |
| 5.      | Irina Chabarowa   | Rosja                                | 11,32 |
| 6.      | LaVerne Jones     | Wyspy Dziewicze Stanów Zjednoczonych | 11,44 |
| 7.      | Chandra Sturrup   | Bahamy                               | 11,46 |
| 8.      | Delphine Atangana | Kamerun                              | 11,60 |

Bieg 2
| Miejsce | Zawodniczka             | Państwo           | Wynik |
| ------- | ----------------------- | ----------------- | ----- |
| 1.      | Lauryn Williams         | Stany Zjednoczone | 11,03 |
| 2.      | Iwet Łałowa             | Bułgaria          | 11,09 |
| 3.      | Debbie Ferguson         | Bahamy            | 11,16 |
| 4.      | Lyubov Perepelova       | Uzbekistan        | 11,26 |
| 5.      | Véronique Mang          | Francja           | 11,39 |
| 6.      | Bettina Müller          | Austria           | 11,50 |
| 7.      | Karin Mayr-Krifka       | Austria           | 11,55 |
| –       | Żanna Pintusewycz-Block | Ukraina           | 11,27 |

Bieg 3
| Miejsce | Zawodniczka     | Państwo           | Wynik |
| ------- | --------------- | ----------------- | ----- |
| 1.      | Sherone Simpson | Jamajka           | 11,09 |
| 2.      | Aleen Bailey    | Jamajka           | 11,12 |
| 3.      | Merlene Ottey   | Słowenia          | 11,24 |
| 4.      | Łarisa Krugłowa | Rosja             | 11,36 |
| 5.      | Mercy Nku       | Nigeria           | 11,39 |
| 6.      | Liliana Allen   | Meksyk            | 11,52 |
| 7.      | Fana Ashby      | Trynidad i Tobago | 11,54 |
| –       | Vida Anim       | Ghana             | DNF   |

Bieg 4
| Miejsce | Zawodniczka         | Państwo                   | Wynik |
| ------- | ------------------- | ------------------------- | ----- |
| 1.      | Julija Nieściarenka | Białoruś                  | 10,99 |
| 2.      | Kim Gevaert         | Belgia                    | 11,17 |
| 3.      | LaTasha Colander    | Stany Zjednoczone         | 11,20 |
| 4.      | Julija Tabakowa     | Rosja                     | 11,25 |
| 5.      | Endurance Ojokolo   | Nigeria                   | 11,35 |
| 6.      | Guzel Khubbieva     | Uzbekistan                | 11,35 |
| 7.      | Rosemar Coelho Neto | Brazylia                  | 11,45 |
| –       | Natasha Mayers      | Saint Vincent i Grenadyny | DNS   |

### Półfinały
Bieg 1
| Miejsce | Zawodniczka         | Państwo           | Wynik |
| ------- | ------------------- | ----------------- | ----- |
| 1.      | Julija Nieściarenka | Białoruś          | 10,92 |
| 2.      | Veronica Campbell   | Jamajka           | 10,93 |
| 3.      | Iwet Łałowa         | Bułgaria          | 11,04 |
| 4.      | Debbie Ferguson     | Bahamy            | 11,04 |
| 5.      | Abi Oyepitan        | Wielka Brytania   | 11,18 |
| 6.      | Christine Arron     | Francja           | 11,21 |
| 7.      | Gail Devers         | Stany Zjednoczone | 11,22 |
| 8.      | Julija Tabakowa     | Rosja             | 11,25 |

Bieg 2
| Miejsce | Zawodniczka             | Państwo           | Wynik |
| ------- | ----------------------- | ----------------- | ----- |
| 1.      | Lauryn Williams         | Stany Zjednoczone | 11,01 |
| 2.      | Sherone Simpson         | Jamajka           | 11,03 |
| 3.      | Aleen Bailey            | Jamajka           | 11,13 |
| 4.      | LaTasha Colander        | Stany Zjednoczone | 11,18 |
| 5.      | Merlene Ottey           | Słowenia          | 11,21 |
| 6.      | Kim Gevaert             | Belgia            | 11,40 |
| 7.      | Lyubov Perepelova       | Uzbekistan        | 11,40 |
| –       | Żanna Pintusewycz-Block | Ukraina           | 11,23 |

### Finał
| Miejsce | Zawodniczka         | Państwo           | Wynik |
| ------- | ------------------- | ----------------- | ----- |
| 01 !    | Julija Nieściarenka | Białoruś          | 10,93 |
| 02 !    | Lauryn Williams     | Stany Zjednoczone | 10,96 |
| 03 !    | Veronica Campbell   | Jamajka           | 10,97 |
| 4.      | Iwet Łałowa         | Bułgaria          | 11,00 |
| 5.      | Aleen Bailey        | Jamajka           | 11,05 |
| 6.      | Sherone Simpson     | Jamajka           | 11,07 |
| 7.      | Debbie Ferguson     | Bahamy            | 11,16 |
| 8.      | LaTasha Colander    | Stany Zjednoczone | 11,18 |